# Peter Reekmans
Peter Reekmans, né le 9 janvier 1975 à Tirlemont est un homme politique belge flamand, membre de Lijst Dedecker renommée Libertair, Direct, Democratisch (LDD), ex-membre de OpenVLD.
Il a fait des études secondaires et de marketing.
Il fut chef des ventes (98-08); il est administrateur de sociétés.

## Fonctions politiques
- 1996-1998: président des jeunes VLD
- 2000- : conseiller communal à Glabbeek
- député au Parlement flamand :
  - du 7 juin 2009 au 25 mai 2014
- bourgmestre de Glabbeek (2014-)